# Khoo Chong Beng
Khoo Chong Beng (né le 5 août 1948) est un athlète malaisien, spécialiste de la marche athlétique.

## Biographie
Il remporte la médaille d'or du 20 km marche lors des championnats d'Asie 1975, à Séoul.

### Palmarès
| Date | Compétition         | Lieu    | Résultat | Épreuve      | Performance     |
| ---- | ------------------- | ------- | -------- | ------------ | --------------- |
| 1973 | Championnats d'Asie | Manille | 3e       | 20 km marche |                 |
| 1975 | Championnats d'Asie | Séoul   | 1er      | 20 km marche | 1 h 40 min 43 s |
| 1978 | Jeux asiatiques     | Bangkok | 3e       | 20 km marche | 1 h 33 min 57 s |

### Records
| Épreuve      | Performance     | Lieu | Date |
| ------------ | --------------- | ---- | ---- |
| 20 km marche | 1 h 33 min 57 s |      | 1978 |